# مسابقات ورزش‌های آبی اروپا ۱۹۸۱
مسابقات ورزش‌های آبی اروپا ۱۹۸۱ از ‍۵ تا ۱۲ سپتامبر ۱۹۸۱ در شهر اسپلیت، یوگسلاوی برگزار شده است.

## جدول مدال‌ها
میزبان 
| رتبه  | کشور               | طلا | نقره | برنز | مجموع |
| ۱     | آلمان شرقی         | ۱۵  | ۱۱   | ۳    | ۲۹    |
| ۲     | اتحاد جماهیر شوروی | ۱۳  | ۱۱   | ۸    | ۳۲    |
| ۳     | بریتانیای کبیر     | ۳   | ۲    | ۳    | ۸     |
| ۴     | آلمان غربی         | ۲   | ۲    | ۴    | ۸     |
| ۵     | مجارستان           | ۲   | ۰    | ۱    | ۳     |
| ۶     | سوئد               | ۱   | ۴    | ۲    | ۷     |
| ۷     | یوگسلاوی           | ۱   | ۱    | ۱    | ۳     |
| ۸     | هلند               | ۰   | ۳    | ۴    | ۷     |
| ۹     | لهستان             | ۰   | ۱    | ۳    | ۴     |
| ۱۰    | اتریش              | ۰   | ۱    | ۲    | ۳     |
| ۱۱    | ایتالیا            | ۰   | ۱    | ۱    | ۲     |
| ۱۲    | اسپانیا            | ۰   | ۰    | ۱    | ۱     |
| ۱۲    | چکسلواکی           | ۰   | ۰    | ۱    | ۱     |
| ۱۲    | فرانسه             | ۰   | ۰    | ۱    | ۱     |
| ۱۲    | رومانی             | ۰   | ۰    | ۱    | ۱     |
| ۱۲    | سوئیس              | ۰   | ۰    | ۱    | ۱     |
| مجموع | مجموع              | ۳۷  | ۳۷   | ۳۷   | ۱۱۱   |